# كرماوات
الكرماوات (الاسم العلمي: Vitoideae) هي أسرة من النباتات تتبع فصيلة الكرمية من الرتبة الكرميات.

## أجناس
- الكرمة
- الشبكرمة